# Doryfera
Mellisugini) 
Doryfera is een geslacht van vogels uit de familie kolibries (Trochilidae) en de geslachtengroep Polytminae. 

## Soorten
Het geslacht kent de volgende soorten:
- Doryfera johannae  – Blauwvoorhoofdlancetkolibrie
- Doryfera ludovicae  – Groenvoorhoofdlancetkolibrie